# Мухоловка каштанова
Мухоло́вка каштанова (Muscicapa infuscata) — вид горобцеподібних птахів родини мухоловкових (Muscicapidae). Мешкає в Центральній Африці.

## Підвиди
Виділяють два підвиди:
- M. i. infuscata (Cassin, 1855) — від південної Нігерії до центральної ДР Конго і Анголи;
- M. i. minuscula (Grote, 1922) — схід ДР Конго і Уганда.

## Поширення і екологія
Каштанові мухоловки мешкають в Нігерії, Камеруні, Центральноафриканській Республіці, Екваторіальній Гвінеї, Габоні, Республіці Конго, Демократичній Республіці Конго, Південному Судані, Уганді, Анголі, Замбії і Танзанії. Вони живуть у вологих тропічних лісах, на узліссях і галявинах, на плантаціях і в садах. 